# Thomas Arne
Thomas Augustine Arne (28. května 1710, Londýn – 5. března 1778, Londýn) byl anglický hudební skladatel, autor hudby k písni Rule, Britannia!.

## Životopis
Arne byl synem londýnského obchodníka, který ho poslal na Eton studovat práva. Po ukončení studia, jako advokátní inspicient, se Thomas učil tajně hrát na klavír a housle. Prvního úspěchu dosáhl uvedením opery Rosamond roku 1732 v Lincolnově Inn Fields Theatre. Prosadil se až v roce 1738 hudbou k Daltonově adaptaci Comuse. Následovaly další zakázky, i od královského dvora. Krátce pobýval v Irsku a v roce 1745 se stal skladatelem Vauxhall Gardens. Skládal hudbu i pro shakespearovské hry. Oxfordská univerzita mu udělila čestný doktorát v roce 1759. Závěr života prožil nemocný, v chudobě a v zapomnění.